# Diospyros alboflavescens
Diospyros alboflavescens là một loài thực vật có hoa trong họ Thị. Loài này được (Gürke) F.White mô tả khoa học đầu tiên năm 1956.